# Station Prupuk

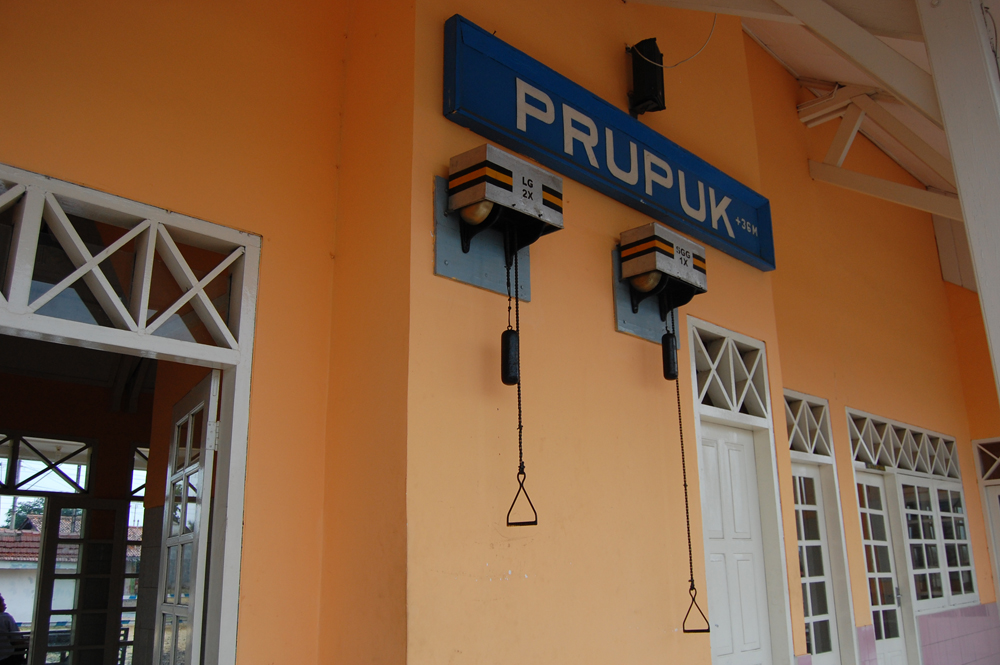
Station Prupuk (2009).

Prupuk is een spoorwegstation in de Indonesische provincie Midden-Java.

## Bestemmingen
- Sawunggalih: naar station Kutoarjo en station Pasar Senen
- Kamandaka: naar station Purwokerto en station Semarang Tawang
- Joglosemarkerto, Midden-Java en Yogyakarta ringbaantrein, naar Tegal, Semarang, Solo, en Purwokerto
- Kutojaya Utara: naar station Kutoarjo en station Pasar Senen
- Jayakarta Premium: naar station Surabaya Gubeng en station Jakarta Kota